# S.K.MUSIC
株式会社エスケーミュージックは、主に配信をメインに行うインディーズレーベル。

## 概要
国内アーティストには河西里音、丘由宇などが所属。
ヨーロッパでは主にテクノ、ハウスの12インチをリリース。イベントも精力的に企画運営をしている。
トラック制作を主にこなし多数のアーティストに楽曲を提供。番組製作、モデル雑誌の企画も行う。
所在地は東京都港区浜松町。代表者は木村真也（WANDSの木村真也とは別人）。